# Hugo Almeida
Hugo Almeida (* 23. května 1984, Figueira da Foz, Portugalsko) je bývalý portugalský fotbalový útočník a reprezentant.

## Klubová kariéra
- Buarcos (mládež)
- Associação Naval 1º de Maio (mládež)
- FC Porto (mládež)
- FC Porto „B“ 2002–2005
- →  UD Leiria (hostování) 2003
- FC Porto 2003–2007
- →  UD Leiria (hostování) 2004
- →  Boavista FC (hostování) 2005
- →  SV Werder Bremen (hostování) 2006–2007
- SV Werder Bremen 2007–2010
- Beşiktaş JK 2011–2014
- AC Cesena 2014–2015
- FK Kubáň Krasnodar 2015
- FK Anži Machačkala 2015–2016
- Hannover 96 2016
- AEK Athény 2016–2017
- Hajduk Split 2017–2018
- Académica de Coimbra 2018–2020

## Reprezentační kariéra
Almeida nastupoval 27 zápasů za portugalskou mládežnickou reprezentaci do 21 let.
V A-týmu Portugalska debutoval 1. 9. 2006 v přátelském zápase proti reprezentaci Dánska (prohra 2:4). Celkově za portugalský národní výběr odehrál 57 zápasů a vstřelil v něm 19 branek (k 31. 3. 2015). Zúčastnil se LOH 2004 v Řecku, EURA 2008 v Rakousku a Švýcarsku, MS 2010 v Jihoafrické republice, EURA 2012 v Polsku a na Ukrajině, a MS 2014 v Brazílii.